# Korsnedtagningen (Rembrandt)
Korsnedtagningen är en oljemålning av den nederländske konstnären Rembrandt. Den målades 1634 och ingår i Eremitagets samlingar i Sankt Petersburg sedan 1814. 
Målningen skildrar Jesus när han tas ned från korset av Josef från Arimataia. Till höger i bilden avbildas Jungfru Maria som är dödsblek i ansiktet och tycks vara på väg att svimma. Den är utförd under en tid då Rembrandt ofta ägnade sig åt framställningar från Bibeln och kristendomen.

## Münchenversionen
Rembrandt målade ytterligare en tavla med samma motiv ett par år tidigare (1632–1633). Tavlan är något mindre, mäter 89,4 x 65,2 cm och är målad med oljefärg på pannå av cederträ. Rembrandt bör ha känt till Peter Paul Rubens altarmålning Korsnedtagningen i Vårfrukatedralen i Antwerpen som föreställer samma motiv och målades tjugo år innan; troligtvis genom en gravyr eftersom man inte tror han såg tavlan i verkligheten. Rembrandts målning tillkom troligen på ett eget initiativ och utan någon uppdragsgivare men hamnade tidigt i Fredrik Henrik av Oraniens ägo som senare kom att beställa en hel serie passionsscener av Rembrandt. Tavlan ingår sedan 1806 i Alte Pinakotheks samlingar i München. 

## Washingtonversionen
En replik av Korsnedtagningen målades 1650–1652 av Rembrandts ateljé, troligen av Constantijn van Renesse. Den är något mindre och är 142 cm hög och 111 cm bred. Den ingår sedan 1942 i National Gallery of Arts samlingar i Washington D.C.

## Bilder

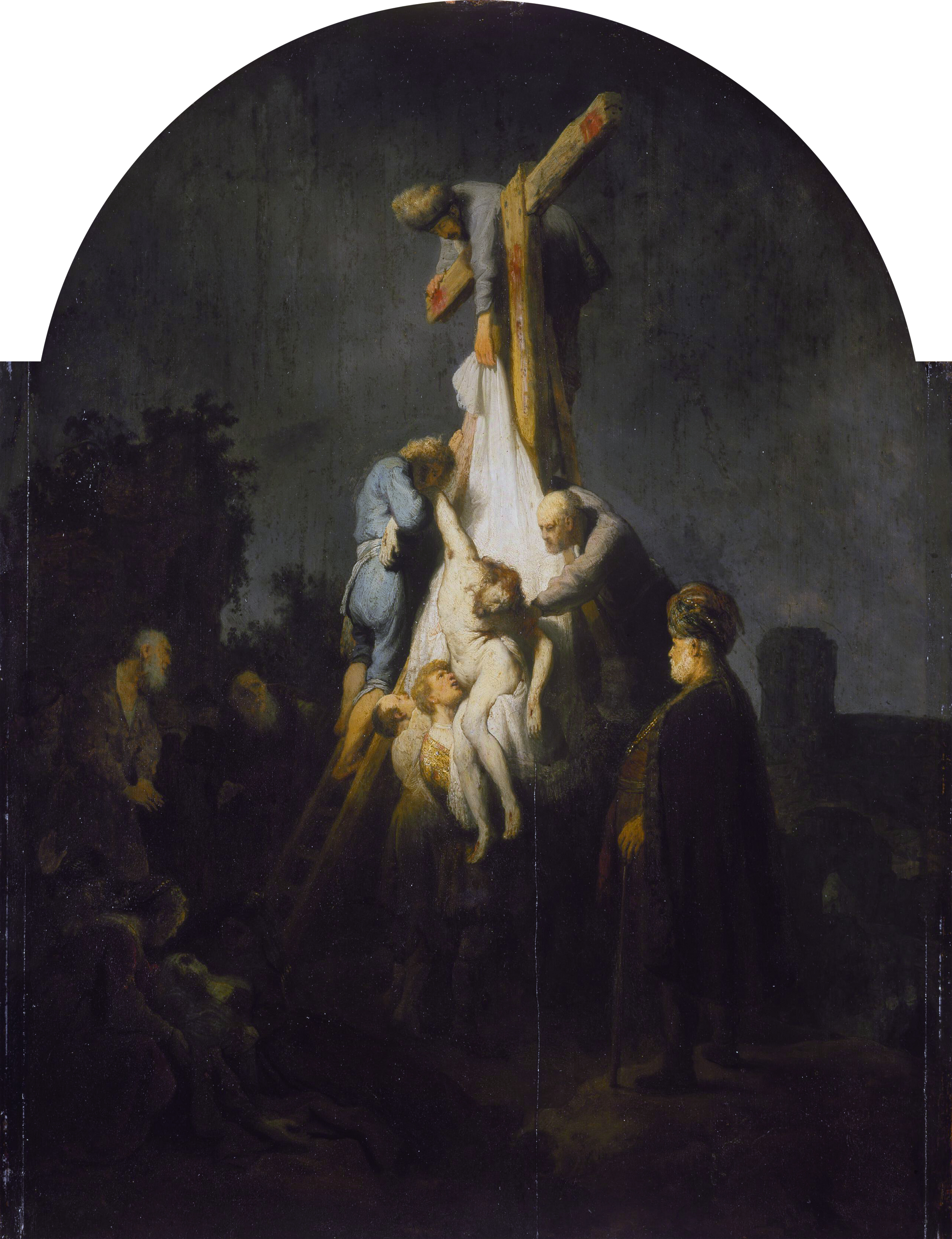
Alte Pinakotheks version (1632–1633).
National Gallery of Arts version.